# Астрид Бельгийская
Астрид Бельгийская (англ. Astrid Josephina Charlotte Fabrizia Elizabeth Paola Marie; родилась 5 июня 1962, Бельгия) — бельгийская принцесса, единственная дочь короля Альберта II и его супруги королевы Паолы. Супруга эрцгерцога Лоренца Австрийского-Эсте.

## Биография
Принцесса Астрид Жозефина Шарлотта Фабриция Елизавета Паола Мария родилась в семье Альберта, принца Льежского (будущего короля Бельгии Альберта II) и его супруги Паолы, урождённой княжны Руффо ди Калабриа. Она — единственная дочь в семье, имеет старшего брата — короля Бельгии Филиппа I  (род. 1960) и младшего —принца Лорана (род. 1963).
Принцесса Астрид получила имя в честь своей бабушки королевы Бельгии Астрид. Её крёстными были дядя по материнской линии — Фабрицио Руффо ди Калабриа и тётя по отцовской линии — великая герцогиня Люксембургская Жозефина Шарлотта.
Получив образование в Бельгии, принцесса изучала историю искусств в университете Лейдена (Нидерланды), затем в Институте европейских исследований в Женеве и университете штата Мичиган (США).

## Брак и дети
22 сентября 1984 года в Брюсселе принцесса Астрид вышла замуж за принца Лоренца Австрийского-Эсте (род. 16 декабря 1955), старшего сына герцога Роберта Австрийского-Эсте (1915—1996) и принцессы Маргарет Савойской (1930—2022). В браке родились пятеро детей, носящих титул принцев (принцесс) Бельгийских и эрцгерцогов (эрцгерцогинь) Австрийских-Эсте:
- Амадео (род. 21 февраля 1986)
- Мария Лаура (род. 26 августа 1988)
- Хоаким (род. 9 декабря 1991)
- Луиза Мария (род. 11 октября 1995)
- Летиция Мария (род. 23 апреля 2003)

С 1984 по 1993 годы принцесса с семьёй жила в Базеле, где её муж работал в банке. В это время она не выполняла никаких официальных обязанностей.
10 ноября 1995 года принц Лоренс получил также титул принца Бельгийского.

## Салический закон
В 1991 году парламент Бельгии отменил салический закон, благодаря чему принцесса Астрид стала третьей в списке наследования престола после отца и старшего брата Филиппа. После смерти дяди, короля Бодуэна I, и восшествия на престол отца, короля Альберта II , Астрид стала второй в списке. Это место она занимала до 2001 года, когда родилась её племянница принцесса Елизавета (старшая дочь и первый ребёнок принца Филиппа).
Отмену салического закона во многом связывают с влиянием короля Бодуэна, который был привязан к племяннице. Кроме того, она единственная в тот момент заключила брак и имела наследников, оба её брата делать это не торопились (они женились в тридцать девять лет: принц Филипп — в 1999 году, принц Лоран — в 2003 году).
В настоящий момент принцесса Астрид занимает 5-е место в списке престолонаследников.

## Общественная жизнь
Из-за изменения династического статуса в июне 1993 года принцесса Астрид с семьёй вернулась в Бельгию.
В 1994 году принцесса Астрид стала Президентом бельгийского общества Красного Креста, сменив на этом посту своего отца. 31 декабря 2007 года отказалась выставлять вновь свою кандидатуру из-за внутренних противоречий между франкоговорящими и фламандскими филиалами.
22 ноября 1996 года принцесса Астрид приняла присягу и стала сенатором (senator by rights).
22 мая 1997 года принцесса Астрид приняла военную присягу. В настоящий момент она полковник медицинской службы Королевских вооружённых сил Бельгии.
Принцесса Астрид является:
- почётным президентом Европейской организации по исследованию и лечению рака,
- специальным представителем RMB (Roll Back Malaria Partnership), организации борющейся с распространением малярии. Она побывала во многих странах Третьего мира.

Принцесса Астрид обеспокоена судьбой жертв насилия и гражданского населения в условиях военных конфликтов. В июне 2009 года она приняла участие в качестве докладчика на заседании комитета по делам женщин в объединённых вооружённых силах НАТО, где обсуждалось влияние вооружённых конфликтов на мирное население.
Участвует в борьбе за запрещение кассетных бомб и противопехотных мин.

## Награды
- Кавалер Большого Креста Ордена Леопольда I (Бельгия)
- Кавалер Большого Креста ордена Адольфа Нассау (Люксембург)
- Кавалер Большого Креста ордена Полярной звезды (Швеция)
- Кавалер Большого Креста ордена «За заслуги» (Испания)
- Кавалер Большого Креста ордена «За заслуги» (Норвегия)
- Кавалер Большого Креста ордена «За заслуги перед Федеративной Республикой Германия» (Германия).